# 2014年至2015年香港高級組銀牌
2014–15年香港高級組銀牌是第 113 屆香港高級組銀牌的足球賽事。今屆賽事獲得「中國馳名商標」–廣東康寶電器有限公司成為這項錦標賽的冠名贊助商。最終獲得高級組銀牌冠軍的球隊，可以與聯賽第二名、聯賽盃冠軍及足總盃冠軍參與亞洲足協盃資格賽，爭奪2016年亞洲足協盃參賽資格。

## 參賽球隊
| 球隊     | 上屆成績     | 奪冠次數 |
| -------- | ------------ | -------- |
| 南華     | 冠軍         | 31 次    |
| 太陽飛馬 | 亞軍         | 1 次     |
| 東方     | 準決賽出局   | 8 次     |
| 標準流浪 | 半準決賽出局 | 4 次     |
| 傑志     | 第一圈出局   | 5 次     |
| 天行元朗 | 第一圈出局   | 1 次     |
| YFC澳滌  | 第一圈出局   | 0 次     |
| 和富大埔 | 未有參賽     | 1 次     |
| 黃大仙   | 未有參賽     | 0 次     |

## 賽制
本屆賽事以一直過淘汰賽方式決出晉級隊伍。若雙方於法定時間九十分鐘內賽和，將會進行加時賽上、下半場各十五分鐘賽事，再未能分出勝負會以互射十二碼來決勝。

## 賽事資料

### 第一圈
| 2014年10月26日 S01 | 天行元朗 | 1–2  | 黃大仙               | 深水埗運動場             |
| 14:30              | 元洋 14' | 報告 | 莫斯奧 6' · 辛祖 79' | 入場人數： 546 ： 何煒昇 |

### 半準決賽
| 2014年11月29日 S02 | 太陽飛馬   | 1–3  | 黃大仙                                 | 旺角大球場               |
| 14:30              | 摩域治 44' | 報告 | 辛祖 47'（十二碼）, 50' · 黃梓浩 90+6' | 入場人數： 779 ： 吳超覺 |

| 2014年11月29日 S03 | 和富大埔               | 2–3  | 傑志                                 | 青衣運動場               |
| 17:30              | 林毅東 6' · 陳旭智 50' | 報告 | 佐迪 32'（十二碼）, 69' · 保連奴 61' | 入場人數： 413 ： 陳銘肇 |

| 2014年11月30日 S04 | 南華                                            | 4–1  | 標準流浪   | 旺角大球場                 |
| 14:30              | 羅素 52' · 中村祐人 61' · 伊雲 64' · 鄭禮騫 74' | 報告 | 林學曦 78' | 入場人數： 1,279 ： 劉晃熙 |

| 2014年11月30日 S05 | 東方                    | 2–0  | YFC澳滌 | 青衣運動場               |
| 17:30              | 羅拔圖 28' · 梁子駿 69' | 報告 |         | 入場人數： 492 ： 陸建燊 |

### 準決賽
| 2014年12月27日 S06 | 黃大仙 | 0–3  | 傑志                                 | 旺角大球場                 |
| 15:00              |        | 報告 | 林嘉緯 27' · 佐迪 68' · 巴倫古素 83' | 入場人數： 1,283 ： 何煒昇 |

| 2014年12月28日 S07 | 南華         | 1–3  | 東方                                    | 旺角大球場                 |
| 15:00              | 中村祐人 38' | 報告 | 基藍馬 8' · 麥阿里士打 10' · 羅志焜 27' | 入場人數： 3,410 ： 湯巨森 |

### 決賽
| 2015年1月17日 S08 | 傑志                      | 2–3  | 東方                                 | 香港大球場                 |
| 16:00             | 巴倫古素 38' · 佐迪 90+3' | 報告 | 美路史拿域 11', 83' · 麥阿里士打 64' | 入場人數： 6,133 ： 廖國文 |

## 外部連結
- 香港足球總會官方網站（页面存档备份，存于） （繁體中文）